# Zavojna opruga
Zavojna opruga ili navojna opruga vrsta je opruge koja je opterećena na savijanje a izrađuje se od žice kružnog ili pravokutnog presjeka savijanjem po zavojnici. Pri opterećenju zavojne opruge napregnute su na savijanje. Najčešće se upotrebljavaju na primjer za povratni hod poluga, na štipaljkama, kod šarnira (okova) i slično. Spoj potreban za takvu namjenu dobije se učvršćenjem jednog kraja opruge na nepokretljivi, a drugog na pokretljivi dio, obično zaticima. Pri tome se opruga prednapreže određenom silom, što prouzrokuje opterećenje opruge momentom savijanja i time opruženje kojem odgovara zaokret za određeni kut uz smanjivanje promjera zavojnice. Pri tome, postoje određene dopuštene granice opružanja, iznad kojih opruga prestaje djelovati zbog čvrstog prianjanja zavoja uz pomični dio.
Da bi proizvodnja bila što isplativija, treba težiti za što jednostavnijom konstrukcijom krakova, to jest tangencijalno oblikovanim krakovima. S obzirom na mogućnost dovoljno točnog proračunavanja treba težiti za čvrstim upinjanjem krakova. Kao čvrsto upinjanje vrijedi svako upinjanje koje unosi par sila. Najmanji unutarnji promjer savijanja na krakovima ne treba da bude manji od promjera žice. Treba nastojati da odnos namatanja (promjer zavojnice u odnosu na promjer žice) bude od 4 do 15, u iznimnim slučajevima 3. Da bi se izbjegle sile trenja, ne smiju ni kod ograničenih ugradbenih duljina navoji nalijegati stegnuto jedan uz drugi. Zavojne opruge treba uvijek opterećivati u smjeru zavojnice opruge, tako da je vanjska strana navoja opterećena na vlak. Kod obrnutog, otvarajućeg okretanja, postoji zbog vlastitih naprezanja opruge sklonost popuštanju elastičnih svojstava ili puzanju.
Opruge do 12 mm debljine žice namataju se hladno, a preko 12 mm toplo, zbog prevelikih sila za namatanje. Pri opterećenju opruge u smjeru namota smanjuje se unutarnji promjer, a ako oprugu opterećujemo suprotno njenom smjeru navoja, onda se njen vanjski promjer povećava.

## Zavojne opruge opterećene na uvijanje ili torziju

### Cilindrične zavojne opruge

#### Cilindrična zavojna opruga kružnog presjeka
Cilindrična zavojna opruga kružnog presjeka (od okrugle žice) opterećena na uvijanje (torziju) najviše se primjenjuju u strojarstvu. Oprugama je namotan navoj uz preopterećenje, što znači tek kad se opruga optereti nekom silom većom od sile preopterećenja, pojavit će se zračnost između navoja (vlačne opruge). One se upotrebljavaju na primjer kao tlačne i povratne opruge, ventilske opruge za mjerenje sile, za ograničenje sile i slično. Do 10 mm promjera žice opruge se oblikuju hladno, između 10 i 17 mm hladno ili toplo, već prema materijalu, tehnologiji izrade i veličini opterećenja. Preko 17 mm promjera žice namataju se toplo, a nakon namatanja poboljšaju se. Poboljšanjem izvršenim nakon namatanja opruge gube prednaprezanje.
Završeci tih opruga se oblikuju izbrušenjem 1/4 krajnjih zavoja radi dobrog sjedanja na svoje uporište podloge. Tako stanjeni završeci nemaju opružnog djelovanja, pa se ne računaju u duljinu opruge. Razmak među susjednim zavojima mora biti dovoljno velik da osigura zavoje od međusobnog "sjedanja" pri opterećenju. 
Pri manjim opterećenjima vlačnim silama te se opruge učvršćuju ušicama, koje se mogu izraditi tako da se krajevi zavinu, ili da se za to izrade posebni dijelovi. Za učvršćivanje tih opruga pri većim opterećenjima služe čepovi sa žljebovima u koje se uvija od 2 do 4 krajnja zavoja.
Kod tlačnih opruga, naročito onih koje su izložene čestim promjenama opterećenja, treba nastojati da završeci izlaznih navoja leže međusobno zaokrenuti za 180°, te da uvijek ima ukupno 4 1/2, 5 1/2, 6 1/2 i tako dalje navoja. 
Vlačne opruge proizvode se također u kvalitetama grubo, srednje i fino. Dopuštena odstupanja (mjerna tolerancija) za sile predopterećenja su: grubo ± 30%, srednje ± 15% i fino ± 7,5%. Gruba kvaliteta opruga je manje prikladna za dinamičko opterećenje. Za povećanje dinamičke izdržljivosti preporučuje se obrada sačmarenjem čeličnim kuglicama. Na vijek trajanja vlačnih opruga utječu oblik ušica i priključnih tijela. Na prijelazima od tijela opruge na ušice pojavljuje se dodatna naprezanja, koja mogu biti znatno veća od onih same opruge. Ako se ne mogu izbjeći vlačne opruge s titrajnim opterećenjem, treba birati hladno oblikovane vlačne opruge s uvaljanim ili uvijenim dršcima. Ako su ipak iz konstruktivnih razloga potrebne ušice ili kuke, tada polumjer zakrivljenja na prijelazu mora biti što je moguće veći. Ne preporučuju se toplo oblikovane vlačne opruge.

##### Proračun cilindričnih zavojnih opruga
Cilindrične zavojne opruge unatoč tome što su opterećene uzdužnom silom na vlak ili na tlak (bez obzira na presjek njihovih zavoja, koji može biti okruglog, kvadratičnog ili pravokutnog oblika), zovu se torzijske opruge. Objašnjenje tog naziva: ako cilindrična zavojna opruga (kao prema slici) stoji na nekoj podlozi, a odozgo je preko ploče opterećena silom F, ona će se stisnuti za veličinu svoga progiba f. U zavojima opruge javit će se naprezanje, koja se mogu objasniti s pomoću uobičajene metode takozvanih zamišljenih presjeka iz nauke o čvrstoći. 
Ako se u zamisli prereže žica zavojne opruge opterećene na vlak, na udaljenosti y od gornjeg kraja (vidi sliku), pa se donji dio opruge odbaci, to se za ravnotežu gornjeg dijela treba u mjestu prereza dodati elastične sile, koje bi zamijenile djelovanje donjeg dijela na gornji. Iz uvjeta ravnoteže slijedi, da se te sile sastoje od sprega sila u ravnini presjeka koji ima torzijski moment (moment uvijanja):
{\displaystyle M_{t}=F\cdot R_{m}=F\cdot {\frac {D_{m}}{2}}}
i od poprečne sile Qy = F koja djeluje u težištu presjeka.
Torzijski moment stvara u presjeku žice torzijsko naprezanje:
{\displaystyle \tau _{t}={\frac {M_{t}}{W_{p}}}={\frac {16\cdot F\cdot R_{m}}{d^{3}}}}
a poprečna sila naprezanje smicanja:
{\displaystyle \tau _{s}={\frac {Q_{y}}{A}}={\frac {F}{A}}={\frac {4\cdot F}{\pi \cdot d^{2}}}}
gdje oznake odgovaraju prema slici.
Naprezanje na smicanje zbog sile Qy = F može se u većini slučajeva kod tog približnog načina proračunavanja zanemariti jer je u usporedbi s torzijskim naprezanjem neznatno. Prema tome žica opruge napregnuta je momentom sile F∙Rm pretežno na torziju (uvijanje), pa su po tome zavojne opruge, premda su opterećene na tlak ili vlak, i dobile naziv torzijske opruge.
Pojednostavljeni proračun cilindričnih zavojnih opruga, na temelju već spomenutog, može biti sveden na proračun šipkaste (ravne) torzijske opruge, gdje se pretpostavlja da je zavojnica opruge odmotana i ispružena u ravnu torzijsku oprugu, tako da ima dužinu l = 2∙Rm∙z, gdje je z broj aktivnih zavoja. Iz osnovnog izraza za torzijsko naprezanje:
{\displaystyle \tau _{t}={\frac {M_{t}}{W_{p}}}}
gdje je polarni moment otpora:
{\displaystyle W_{p}={\frac {\pi \cdot d^{3}}{16}}}
Dobiju se s pomoću zamjena (supstitucija) glavne jednadžbe za proračunavanje zavojnih torzijskih opruga:
Naprezanje:
{\displaystyle \tau _{t}={\frac {16\cdot F\cdot R_{m}}{\pi \cdot d^{3}}}\approx {\frac {5\cdot F\cdot R_{m}}{d^{3}}}\leq \tau _{t\,dop}}
Progib (deformacija):
{\displaystyle f={\frac {64\cdot F\cdot z\cdot R_{m}^{3}}{d^{4}\cdot G}}={\frac {4\cdot z\cdot R_{m}^{2}\cdot \tau _{t}}{d\cdot G}}}
Nosivost:
{\displaystyle F={\frac {2\cdot W_{p}\cdot \tau _{t}}{D_{m}}}}
Krutost ili specifična sila:
{\displaystyle F={\frac {F}{f}}={\frac {d^{4}\cdot G}{64\cdot z\cdot R_{m}^{3}}}}
Mehanički rad opruge:
{\displaystyle W={\frac {F\cdot f}{2}}={\frac {\pi \cdot d^{2}\cdot l\cdot \tau _{t}^{2}}{16\cdot G}}}
U ovim su jednadžbama: a – promjer žice opruge, F – opterećenje ili nosivost opruge, l – ispružena dužina opruge, G – modul klizanja materijala, Rm – srednji polumjer opruge, z – broj aktivnih zavoja. 
Pri dinamičkim opterećenjima tih opruga mjerodavno je maksimalno naprezanja τt max. Kao orijentacija za dopuštenu amplitude naprezanja kod dinamičkih naprezanja tih opruga može se uzeti vrijednost od 15 do 20% od srednjeg naprezanja τt (Smithov dijagram). 
U proračun torzijskih opruga većih dužina, opterećenih tlačnim silama ulazi i kontrola sigurnosti protiv izvijanja. Za čelične opruge s modulom klizanja materijala G = 83 000 N/mm2 to se čini s pomoću koeficijenta sigurnosti:
{\displaystyle S\approx {\frac {2,8\cdot L}{f\cdot [({\frac {v\cdot L}{D_{m}}})^{2}+1,1]}}\geq 2}
gdje je: f – progib opruge, v – takozvani faktor uležištenja (v = 1 za nevođene, v = 0,5 za vođene opruge, a za izložene opterećenjima izvan čeličnih površina i do v = 2, L – dužina opruge u opterećenom stanju. Koeficijent sigurnosti opruga od drugih metala dobije se množenjem ovog izraza s omjerom njihovog i gore navedenog mogula klizanja za čelik. Općenito je:
{\displaystyle S={\frac {F_{k}}{F}}\geq 2}
gdje je: Fk – kritična sila koja uzrokuje izvijanje opruge, F – stvarno opterećenje.

#### Cilindrične zavojne opruge kvadratnog presjeka
Cilindrične zavojne torzijske opruge kvadratnog i pravokutnog presjeka upotrebljavaju se za preuzimanje tlačnih sila u skučenim prostorima. Izrađuju se od šipaka kvadratnog, odnosno pravokutnog profila.

##### Proračun
Postupak pri proračunu podudaran je postupku u prethodnom slučaju. Pri tome se u jednadžbe uvađaju i koeficijenti k1, k2 i k3 koji su zavisni od omjera visine i dužine profila (h/b), odnosno od (b/h). Koeficijenti k1, k2 i k3 nalaze se u dijagramima i priručnicima, kao i gotove jednadžbe za proračunavanje tih opruga. Dužina opruge u neopterećenom stanju jeste:
{\displaystyle L_{0}=(z+1,5)\cdot b+f+0,1\cdot b\cdot z}

### Stožaste zavojne opruge
Stožaste zavojne torzijske opruge upotrebljavaju se za preuzimanje tlačnih sila u razmjerno rijetkim slučajevima. Zajedničko svojstvo tih opruga jest što se pri opterećenju uzdužnom (aksijalnom) silom nejednolično deformiraju u uzdužnom smjeru. Progib im raste u istom smjeru u kojem se povećava promjer tijela opruge, jer u istom smjeru raste i moment uvijanja (torzije) kojim su one opterećene. Zbog toga im karakteristika može biti progresivna.

#### Proračun
To svojstvo i nejednolično dosjedanje zavoja jednoga na drugi (veći zavoji dosjednu prije), čine izvedbe tih opruga teško pristupačnim proračunu. Međutim, za kontrolu naprezanja opruga koji onemogućavaju dosjedanje zavoja jer kod progiba oni mogu ući jedan u drugi, mogu se s dobrim približenjem upotrijebiti odgovarajuće jednadžbe proračuna cilindričnih zavojnih torzijskih opruga, s time da se Dm zamijeni s Dmv i da se uzmu u obzir korekcijski koeficijenti nejednoličnosti raspodjele naprezanja, specifični za stožaste zavojne opruge, koji se također mogu naći u priručnicima. Također analognim postupkom za progib tih opruga dobije se izraz:
{\displaystyle f={\frac {16\cdot F\cdot z\cdot D_{m}}{d^{4}\cdot G}}\cdot (D_{mv}^{2}+D_{mu}^{2})}
Gdje oznake odgovaraju slici ili su poznate od prije. 
Kao i u prethodnim slučajevima iz ovog izraza koji pokazuje međusobnu zavisnost progiba, opterećenja, broja zavoja, promjera žice i materijala opruge, mogu se izvesti i sve ostale jednadžbe za proračun. 
Jedna poseban oblik tih opruga su takozvane opruge za odbojnike. One se izrađuju od naročitih čeličnih traka čija debljina raste od krajeva opruge prema sredini, pa se dobivaju stožaste opruge s pravokutnim presjekom koji opada od sredine i prema vani i prema unutra. Vrlo progresivna karakteristika, mali progib pod velikim opterećenjem i mali prostor potreban za smještaj tih opruga čine ih prikladnim za preuzimanje vrlo velikih udarnih sila.

### Zavojne opruge od žica upredenih oko jezgre
Zavojne opruge od žica upredenih oko jezgre opterećene na uvijanje (torziju) dobivaju se namatanjem pletenice od žica upredenih također od žica. Za preuzimanje tlačnih sila moraju biti upredene suprotno, a za preuzimanje vlačnih sila u smjeru zavojnice tijela. Pri opterećenju žice se tada stežu oko jezgre. Takve opruge su povoljnije za udarna opterećenja nego neke druge zavojne opruge. Djeluju i proračunavaju se približno, kao da su žice njihove opruge međusobno spregnute paralelnim spojem, što znači da sila djeluje na više međusobno spojenih opruga. 

## Spojevi zavojnih torzijskih opruga
Spojevi zavojnih torzijskih opruga mogu biti paralelni ili serijski. Naročito su važni paralelni. Takvi se spojevi najviše upotrebljavaju kod ventila motora s unutrašnjim izgaranjem. Time se rješava problem elastičnog spajanja u vrlo ograničenom prostoru za smještaj opruge, kada treba preuzeti razmjerno velike sile.
Djelovanje paralelnog spoja s dvije torzijske opruge prikazan je skicom na slici. Odatle se vidi da je ukupno opterećenje spoja F zbroj opterećenja opruga I (F1) i II (F2), a kako one imaju jednak progib (f = f1 = f2), iz toga slijedi da je:
{\displaystyle F=f\cdot (c_{1}+c_{2})}
gdje su: c1 i c2 – njihove odgovarajuće krutosti. 
Takvi se spojevi najviše upotrebljavaju kod ventila motora s unutrašnjim izgaranjem. Time se rješava problem elastičnog spajanja u vrlo ograničenom prostoru za smještaj opruge, kada treba preuzeti razmjerno velike sile.
U serijskom spoju na sve opruge djeluje jedno te isto puno opterećenje spoja F, a opruge nemaju jednaki progib, tako da je (na primjer u slučaju prikazanom skicom na slici) F1 = F2 = F i f = f1 + f2, i odatle:
{\displaystyle {\frac {1}{c}}={\frac {1}{c_{1}}}+{\frac {1}{c_{2}}}}
Puno opterećenje spoja iznosi:
{\displaystyle F=f\cdot {\frac {c_{1}\cdot c_{2}}{c_{1}+c_{2}}}}
Takvi spojevi ponekad se upotrebljavaju u tehnici povezanoj s titranjem masa.